# Avenida Simón Bolívar (Lima)
La avenida Simón Bolívar es una de las principales avenidas del distrito de Pueblo Libre, en la ciudad de Lima, capital del Perú. Se extiende de este a oeste, a lo largo de 22 cuadras. Asimismo, se constituye como una importante ruta alterna de otras avenidas como Venezuela y De La Marina.

## Recorrido
Se inicia en la avenida Brasil, siguiendo el trazo de la avenida Húsares de Junín, en el distrito de Jesús María.